# 訃報 2003年9月
訃報 2003年9月（ふほう 2003ねん9がつ）では、2003年（平成15年）9月中に物故した、又は物故が報じられた人物についてまとめる。

## （1日 - 15日）

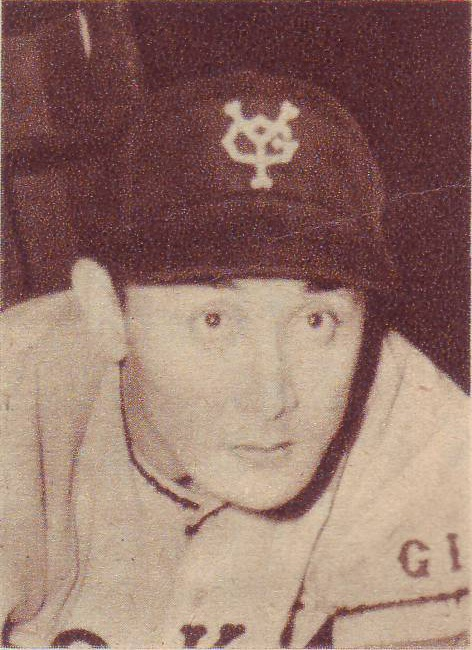
広田順／9月10日没

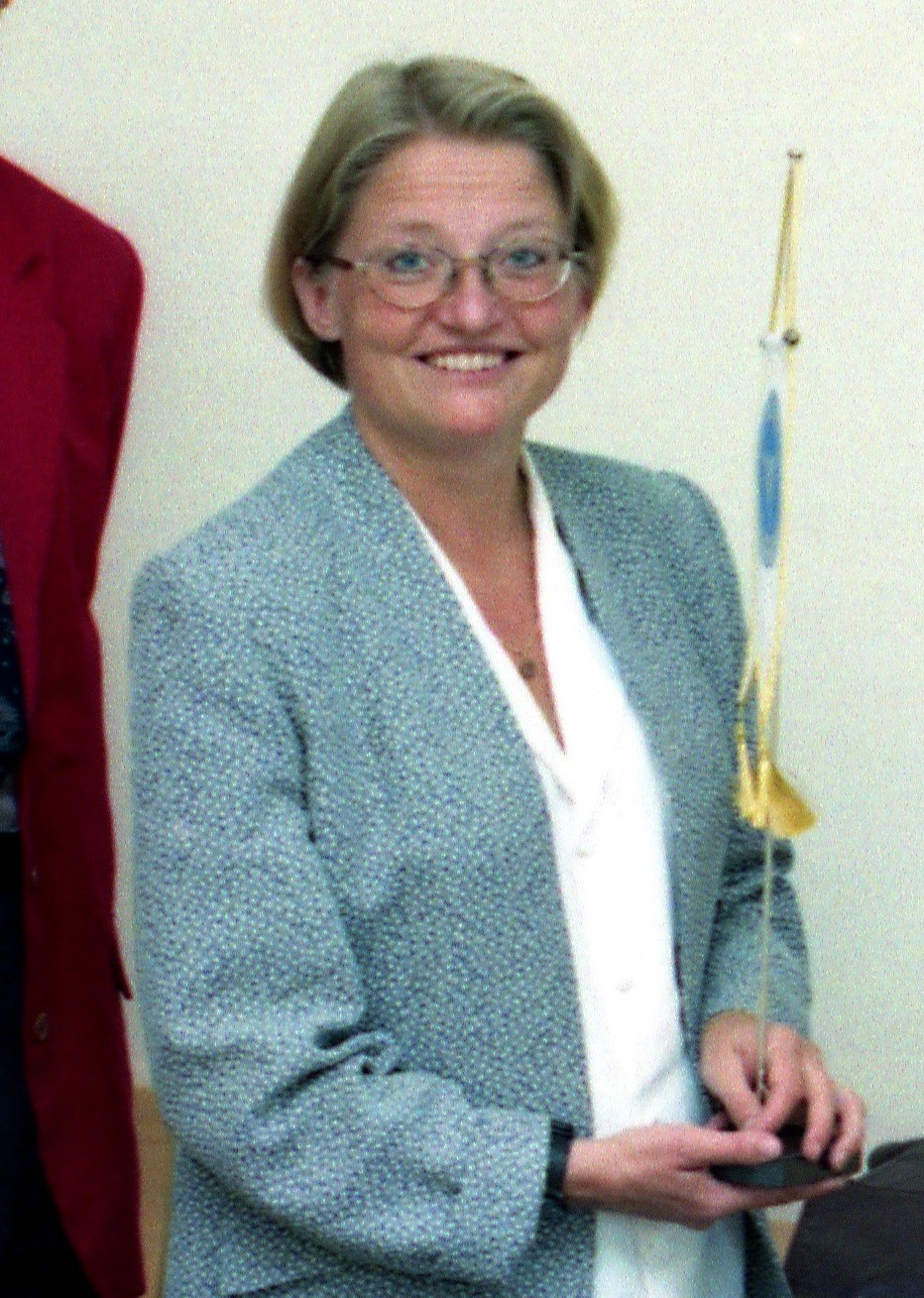
アンナ・リンド／9月11日没

- 9月2日 - 笈田敏夫、ジャズ歌手（* 1925年）
- 9月4日 - ティボール・ヴァルガ、ヴァイオリニスト・指揮者（* 1921年）
- 9月4日 - ローラ・ボベスコ、ヴァイオリニスト（* 1921年）
- 9月4日 - 福田一郎、音楽評論家（* 1925年）
- 9月5日 - 青木雄二、元漫画家・評論家（* 1945年）
- 9月8日 - レニ・リーフェンシュタール、ダンサー・女優・映画監督・写真家・スクーバダイバー（* 1902年）
- 9月10日 - 広田順、元プロ野球選手（* 1925年）
- 9月11日 - アンナ・リンド、政治家（* 1957年）
- 9月14日 - ギャレット・ハーディン、生物学者（* 1915年）

## （16日 - 30日）

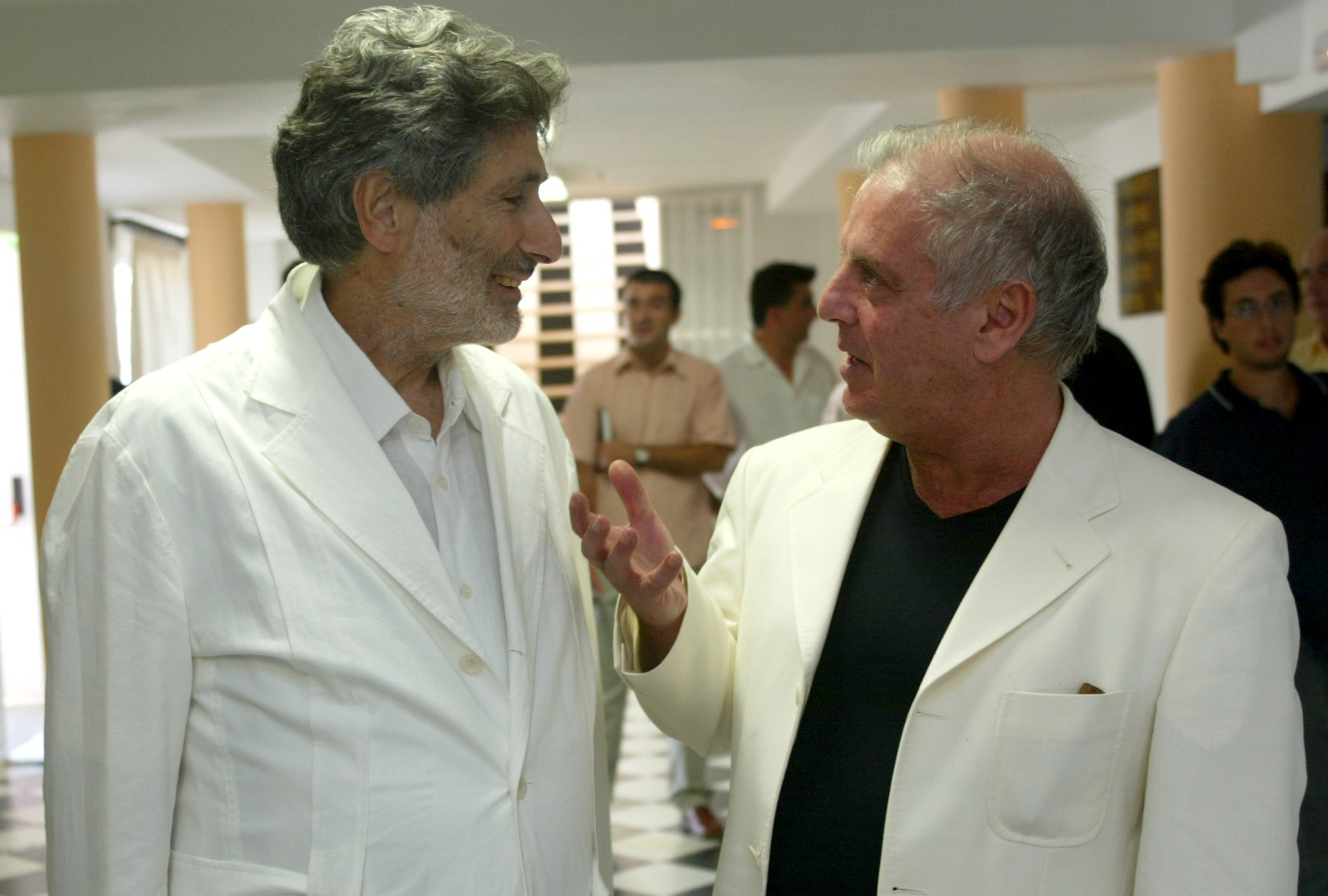
エドワード・サイード（左）／9月25日没

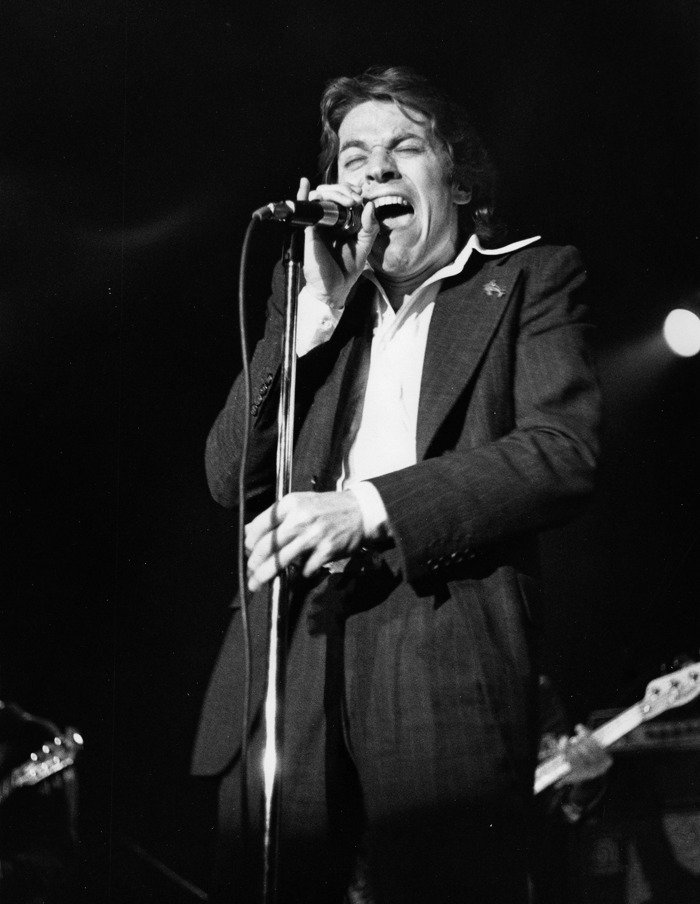
ロバート・パーマー／9月26日没

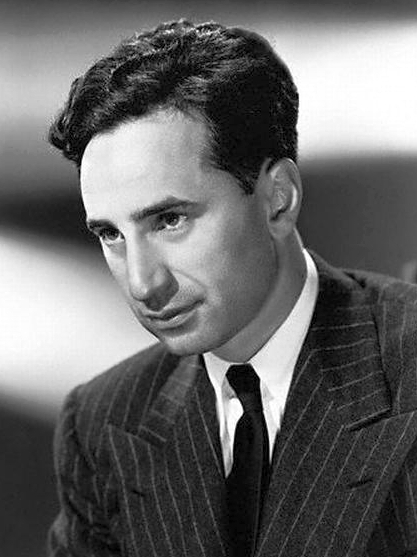
エリア・カザン／9月28日没

- 9月19日 - 河原崎長一郎、俳優（* 1939年）
- 9月21日 - 小此木啓吾、医学者・精神科医（* 1930年）
- 9月22日 - 鷲見四郎、ヴァイオリニスト（* 1913年）[1]
- 9月23日 - 松田博明、アマチュア野球指導者（* 1926年）[2]
- 9月24日 - 芦原義信、建築家（* 1918年）
- 9月25日 - 夢路いとし、漫才師（* 1925年）[3]
- 9月25日 - エドワード・サイード、文学研究者・文芸評論家（* 1935年）
- 9月26日 - ロバート・パーマー、歌手（* 1949年）
- 9月28日 - 中願寺雄吉、世界最高齢の人物（* 1889年）[4]
- 9月28日 - エリア・カザン、映画監督（* 1909年）
- 9月30日 - ロバート・カーダシアン、弁護士（* 1944年）